# False Point
False Point és un port natural al districte de Kendrapada, a Orissa, Índia, en una península que penetra a la mar del golf de Bengala prop de la desembocadura del Mahanadi (una mica la nord). El port es va obrir per vaixells el 1860. Fou considerat el millor port de la costa oriental el 1867 per rebre els abastiments per combatre la fam de 1866-1867 a Orissa.
El seu nom era degut al fet que era confós pels vaixells amb la punta de Palmyras una mica més al nord. Els canals navegables porten del port cap a l'interior a través del delta del Mahanadi i connecten el port amb Cuttack. Al nord hi ha el canal de Jambu. Al sud del port hi ha un antic far, modernitzat el 1955 i 1997.